# NGC 803
NGC 803 је спирална галаксија у сазвежђу Ован која се налази на NGC листи објеката дубоког неба.
Деклинација објекта је + 16° 1' 52" а ректасцензија 2h 3m 44,8s. Привидна величина (магнитуда) објекта NGC 803 износи 12,5 а фотографска магнитуда 13,2. Налази се на удаљености од 24,625 милиона парсека од Сунца. NGC 803 је још познат и под ознакама UGC 1554, MCG 3-6-28, CGCG 461-38, IRAS 02010+1547, PGC 7849.